# Saison 2017 de l'équipe cycliste Manzana Postobón
La saison 2017 de l'équipe cycliste Manzana Postobón est la douzième de cette équipe.

## Préparation de la saison 2017

### Arrivées et départs
| Arrivées         | Équipe 2016                     |
| ---------------- | ------------------------------- |
| Juan José Amador | 4-72                            |
| Jetse Bol        | Join-S-De Rijke                 |
| Jhojan García    | 4-72                            |
| Fernando Orjuela | Sogamoso Ciudad Influyente-IRDS |
| Antonio Piedra   | Funvic Soul Cycles-Carrefour    |
| Ricardo Vilela   | Caja Rural-Seguros RGA          |

| Départs            | Équipe 2017              |
| ------------------ | ------------------------ |
| Walter Betancur    |                          |
| Peio Goikoetxea    | Ampo-Goierriko TB        |
| Daniel Muñoz       | EPM                      |
| Hernán Parra       | Manzana Postobón amateur |
| Tomás Restrepo     |                          |
| Marco Tulio Suesca | Boyacá es Para Vivirla   |

## Coureurs et encadrement technique

### Effectif

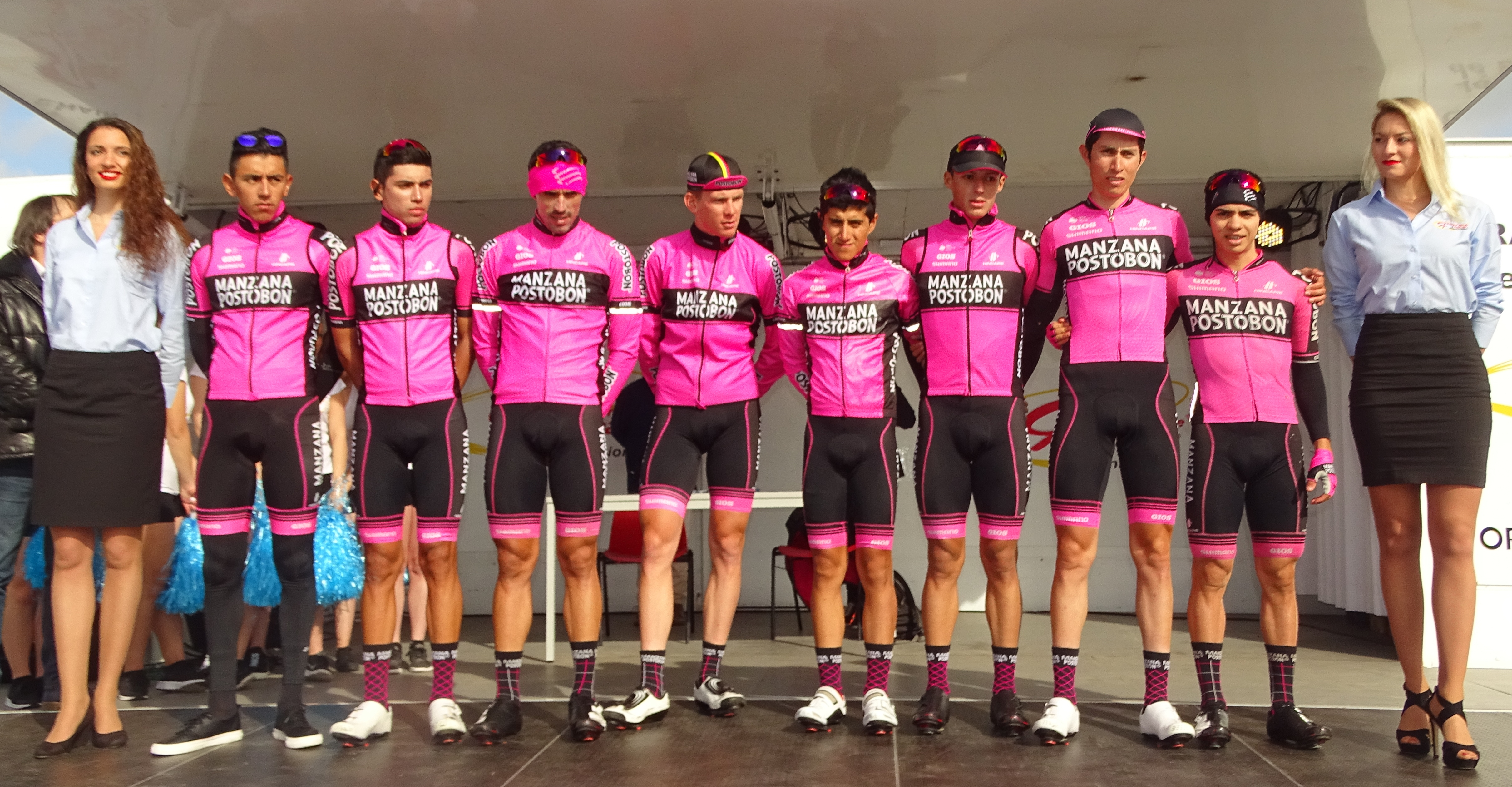
L'équipe Manzana Postobón lors du Grand Prix de Denain.

| Cycliste            | Date de naissance | Nationalité | Équipe 2016                     |  |
| ------------------- | ----------------- | ----------- | ------------------------------- |  |
| Hernán Aguirre      | 13 décembre 1995  | Colombie    | Manzana Postobón                |  |
| Juan José Amador    | 20 avril 1998     | Colombie    | 4-72                            |  |
| Hernando Bohórquez  | 22 juin 1992      | Colombie    | Manzana Postobón                |  |
| Jetse Bol           | 8 septembre 1989  | Pays-Bas    | Join-S-De Rijke                 |  |
| Jhojan García       | 10 janvier 1998   | Colombie    | 4-72                            |  |
| Sergio Higuita      | 1er août 1997     | Colombie    | Manzana Postobón                |  |
| Sebastián Molano    | 4 novembre 1994   | Colombie    | Manzana Postobón                |  |
| Fernando Orjuela    | 4 novembre 1991   | Colombie    | Sogamoso Ciudad Influyente-IRDS |  |
| Juan Felipe Osorio  | 30 janvier 1995   | Colombie    | Manzana Postobón                |  |
| Wilmar Paredes      | 27 avril 1996     | Colombie    | Manzana Postobón                |  |
| Antonio Piedra      | 10 octobre 1985   | Espagne     | Funvic Soul Cycles-Carrefour    |  |
| Aldemar Reyes       | 22 avril 1995     | Colombie    | Manzana Postobón                |  |
| Yecid Sierra        | 16 août 1994      | Colombie    | Manzana Postobón                |  |
| Bernardo Suaza      | 28 novembre 1992  | Colombie    | Manzana Postobón                |  |
| Ricardo Vilela      | 18 décembre 1987  | Portugal    | Caja Rural-Seguros RGA          |  |
| Juan Pablo Villegas | 15 octobre 1987   | Colombie    | Manzana Postobón                |  |

## Bilan de la saison

### Victoires
| Date       | Course                         | Pays     | Classe | Vainqueur           |
| ---------- | ------------------------------ | -------- | ------ | ------------------- |
| 24/02/2017 | 3e étape du Tour de l'Alentejo | Portugal | 2.1    | Sebastián Molano    |
| 26/02/2017 | 5e étape du Tour de l'Alentejo | Portugal | 2.1    | Sebastián Molano    |
| 02/08/2017 | 2e étape du Tour de Colombie   | Colombie | 2.2    | Wilmar Paredes      |
| 13/08/2017 | 12e étape du Tour de Colombie  | Colombie | 2.2    | Juan Pablo Villegas |

### Résultats sur les courses majeures
Les tableaux suivants représentent les résultats de l'équipe dans les principales courses du calendrier international dans lesquelles l'équipe bénéficie d'une invitation (les cinq classiques majeures et les trois grands tours). Pour chaque épreuve est indiqué le meilleur coureur de l'équipe, son classement ainsi que les accessits glanés par Manzana Postobón sur les courses de trois semaines.

#### Classiques
| Classique            | Milan-San Remo | Tour des Flandres | Paris-Roubaix | Liège-Bastogne-Liège | Tour de Lombardie |
| -------------------- | -------------- | ----------------- | ------------- | -------------------- | ----------------- |
| Coureur (classement) |                |                   |               |                      |                   |

#### Grands tours
| Grand tour           | Tour d'Italie | Tour de France | Tour d'Espagne       |
| -------------------- | ------------- | -------------- | -------------------- |
| Coureur (classement) |               |                | Hernán Aguirre (37e) |
| Accessits            |               |                |                      |